# 21336 Andyblanchard
21336 Andyblanchard este o planetă minoră (asteroid), cu un diametru de 2,733 km, din centura de asteroizi. A fost descoperită pe 31 ianuarie 1997 la Observatorul Național Kitt Peak de Spacewatch. 
Obiectul prezintă o orbită caracterizată de o semiaxă mare de 2,633506 UAi, o excentricitate de 0,03, o înclinație de 1,71062 ° în raport cu ecliptica.